# Ковалівська сотня
Ковалівська сотня — адміністративно-територіальна та військова одиниця за Гетьманщини (Військо Запорозьке Городове). За час існування поперемінно перебувала в кількох адміністративних полках, але переважно була у Гадяцькому, при якому початково і була створена. Сотенний центр — містечко Ковалівка (нині село Полтавської області).

## Історія Ковалівської сотні
Створена восени 1648 року у складі Гадяцького полку. Але у зв'язку з його ліквідацією за Зборівською угодою 16 жовтня 1649 року включена до складу Полтавського полку у кількості 98 козаків та з територію на кільках сіл. В останньому перебувала протягом 1649—1662 та 1672—1687 років як військовий та адміністративний підрозділ.
У 1662—1672 роках сотня у складі Зіньківському полку.
З 1687 і до ліквідації у 1782 році — в складі Гадяцького полку. На певний час, дві адміністративні Ковалівські сотні  з 1764 по 1775 рік прилучали до Миргородського полку — під час спроби анексувати частини Гетьманщини до складу Російської імперії. Відтак вони перебували у складі адміністративного формування Новоросійської губернії.
Зі знищенням полково-сотенного устрою Лівобережної України у 1782 році територію, у кількості двох сотень, включено до Миргородського повіту Київського намісництва, також  деякі хутори і села потрапили до складу найближчих повітів сусіднього Чернігівського намісництва.

## Населені пункти
Містечка Ковалівка, Борки.
Села: Загрунівка, Романівка, Слобідка Милорадовича, Троянівка, Хлопчівка.

## Сотенний устрій

### Сотники
- Радько (? — 1649 — ?)
- Гриценко Степан (? — 1682 — ?)
- Якович Онисим (1-ї, ? — 1687 — ?)
- Ісаєнко Юхим (2-ї, ? — 1687 — ?)
- Перехрест Іван Захарович (? — 1705—1706 — ?)
- Перехрест Тарас, Кицеш (Волошин) Опанас Миколайович (1713—1716)
- Перехрест (Крамар) Дем'ян Іванович (1716 — ?)
- Лапицький Карпо (? — 1718 — ?)
- Перехрест Дем'ян Іванович (? — 1723—1738)
- Гоян Іван (1725, нак)
- Лесевич Данило Костянтинович (1-ї; 1738—1768)
- Лесевич Олександр Данилович (1-ї; 1768—1782)
- Кир'яків Петро Іванович (2-ї; 1760—1781)
- Кир'яків Іван Петрович (2-ї; 1781—1783)

### Писарі
- Власенко Петро (? — 1736 — ?)
- Андрійович Йосип (? — 1746—1747 — ?)
- Олешко Семен (1-ї; 1766—1780 — ?)
- Безюл Петро (2-ї; 1763—1772 — ?)
- Кулик Іван (1776—1780 — ?)

### Осавули
- Зінець (? — 1649 — ?)
- Нестулій Григорій (? — 1735—1736 — ?)
- Гришко Андроник (1-ї; 1767—1772 — ?)
- Яблуновський Василь (2-ї; 1770—1780 — ?)
- Масловець Андрій (? — 1780 — ?)

### Хорунжі
- Микита (? — 1649 — ?)
- Фесун Федір (? — 1735)
- Фесун Василь (1735—1746 — ?)
- Дем'ян (1-ї; 1757—1767)
- Масловець Василь (1-ї; 1770—1772 — ?)
- Бартенко Василь (2-ї; 1767—1772 — ?)

### Отамани
- Іваненко Петро (? -1682 — ?)
- Сечка Остап (? — 1705 — ?)
- Драб Семен (? — 1716 — ?)
- Живило Мартин (? — 1720 — ?)
- Гавриленко Сазон (? — 1725—1730 — ?)
- Волик Остап (? — 1735—1748 — ?)
- Фесенко (? — 1768)
- Дем'ян (1-ї; 1767—1772 — ?)
- Кирияков Василь (2-ї; 1763—1772 — ?)
- Перехрест Михайло (1775—1780 — ?)

## Опис 1-ї Ковалівської сотні (частковий)
За описом Київського намісництва 1781 року наявні наступні дані про кількість сіл та населення 1-ї Ковалівської сотні. Імовірно, що деякі села і хутори не потрапили до даного опису, оскільки знаходились на території що відійшла до Чернігівського намісництва, на кордоні з якою знаходилась територія сотні:
| Населені пункти 1-ї Ковалівської сотні                               | Дворян і шляхетства | Різночинців | Духовенства | Церковників | Греків | Хат              | Хат                   | Хат   | Хат                                        | Хат                                                           | Всього | Всього                             |
| -------------------------------------------------------------------- | ------------------- | ----------- | ----------- | ----------- | ------ | ---------------- | --------------------- | ----- | ------------------------------------------ | ------------------------------------------------------------- | ------ | ---------------------------------- |
| Населені пункти 1-ї Ковалівської сотні                               | Дворян і шляхетства | Різночинців | Духовенства | Церковників | Греків | козаків виборних | козаків підпомічників | міщан | посполитих коронних, в тому числі рангових | посполитих власницьких, різночинських і козацьких підсусідків | хат    | за останньою 1764 року ревізії душ |
| Відійшли до Миргородського повіту (Київського намісництва):          |                     |             |             |             |        |                  |                       |       |                                            |                                                               |        |                                    |
| містечко Ковалівка                                                   | 4                   | 15          | 4           | —           | —      | 323              | 253                   | —     | —                                          | 72                                                            | 648    | —                                  |
| слобідка колезького асесора Милорадовича                             | —                   | —           | —           | —           | —      | —                | —                     | —     | —                                          | 28                                                            | 28     | —                                  |
| 1. хутори 2. сотника 3. Лисевича                                     | —                   | —           | —           | —           | —      | —                | —                     | —     | —                                          | 21                                                            | 21     | —                                  |
| 4. хутір козаків Пасків                                              | —                   | —           | —           | —           | —      | —                | —                     | —     | —                                          | 1                                                             | 1      | —                                  |
| 5. хутір козака Фесюна                                               | —                   | —           | —           | —           | —      | —                | —                     | —     | —                                          | 1                                                             | 1      | —                                  |
| 6. хутір сотника Лѣсевича                                            | —                   | —           | —           | —           | —      | —                | —                     | —     | —                                          | 2                                                             | 2      | —                                  |
| 7. хутір значкового товариша і козака Назаренків                     | —                   | —           | —           | —           | —      | —                | —                     | —     | —                                          | 2                                                             | 2      | —                                  |
| 8. хутір значкового товариша Суботи                                  | —                   | —           | —           | —           | —      | —                | —                     | —     | —                                          | 1                                                             | 1      | —                                  |
| 9. хутір отамана і осавула сотенних та козака Масловців              | —                   | 2           | —           | —           | —      | 1                | —                     | —     | —                                          | —                                                             | 1      | —                                  |
| 10. хутір Христівський (нині — село Христівка?)                      | —                   | —           | —           | —           | —      | —                | —                     | —     | —                                          | 7                                                             | 7      | —                                  |
| 11. хутір бригадира Милорадовича                                     | —                   | —           | —           | —           | —      | —                | —                     | —     | —                                          | 21                                                            | 21     | —                                  |
| 12. хутір сотника Тимченка                                           | —                   | —           | —           | —           | —      | —                | —                     | —     | —                                          | 6                                                             | 6      | —                                  |
| 13. хутір козаків Денщіків                                           | —                   | —           | —           | —           | —      | 4                | —                     | —     | —                                          | —                                                             | 4      | —                                  |
| 14. хутір судді полкового Колдяжинського                             | —                   | —           | —           | —           | —      | —                | —                     | —     | —                                          | 3                                                             | 3      | —                                  |
| 15. хутір козаків Дахнів                                             | —                   | —           | —           | —           | —      | —                | —                     | —     | —                                          | 1                                                             | 1      | —                                  |
| 16. хутір козака Єшка                                                | —                   | —           | —           | —           | —      | —                | 1                     | —     | —                                          | —                                                             | 1      | —                                  |
| 17. хутір військового товариша Дем'яновича                           | —                   | —           | —           | —           | —      | —                | —                     | —     | —                                          | 4                                                             | 4      | —                                  |
| 18. хутори 19. козаків 20. Воликів                                   | —                   | —           | —           | —           | —      | 3                | —                     | —     | —                                          | —                                                             | 3      | —                                  |
| 21. хутір козака Вертолевського                                      | —                   | —           | —           | —           | —      | —                | —                     | —     | —                                          | 1                                                             | 1      | —                                  |
| 22. хутір козака Одарченка                                           | —                   | —           | —           | —           | —      | —                | —                     | —     | —                                          | 1                                                             | 1      | —                                  |
| 23. хутір козака Карамана                                            | —                   | —           | —           | —           | —      | —                | —                     | —     | —                                          | 1                                                             | 1      | —                                  |
| 24. хутір отамана сотенного Дем'яновича                              | —                   | —           | —           | —           | —      | —                | —                     | —     | —                                          | 1                                                             | 1      | —                                  |
| 25. хутір писаря сотенного Олешка                                    | —                   | —           | —           | —           | —      | —                | —                     | —     | —                                          | 1                                                             | 1      | —                                  |
| 26. хутір козака Фесенка                                             | —                   | —           | —           | —           | —      | —                | —                     | —     | —                                          | 1                                                             | 1      | —                                  |
| 27. хутір підполковника Баранова                                     | —                   | —           | —           | —           | —      | —                | —                     | —     | —                                          | 7                                                             | 7      | —                                  |
| 28. хутір бригадира Милорадовича                                     | —                   | —           | —           | —           | —      | —                | —                     | —     | —                                          | 1                                                             | 1      | —                                  |
| 29. хутір отамана сотенного Пороховника                              | —                   | —           | —           | —           | —      | —                | —                     | —     | —                                          | 1                                                             | 1      | —                                  |
| 30. хутори військового Фурса 31. і значкового товаришів Дем'яновичів | —                   | —           | —           | —           | —      | —                | —                     | —     | —                                          | 3                                                             | 3      | —                                  |
| 32. хутори військового 33. і возного Дем'яновичів                    | —                   | —           | —           | —           | —      | —                | —                     | —     | —                                          | 4                                                             | 4      | —                                  |
| 34. хутір судді полкового Сливицького                                | —                   | —           | —           | —           | —      | —                | —                     | —     | —                                          | 3                                                             | 3      | —                                  |
| 35. хутір отамана Перехристова                                       | —                   | —           | —           | —           | —      | —                | —                     | —     | —                                          | 5                                                             | 5      | —                                  |
| 36. хутір козака Носенка                                             | —                   | —           | —           | —           | —      | 2                | —                     | —     | —                                          | —                                                             | 2      | —                                  |
| 37. хутір сотника Лисевича                                           | —                   | —           | —           | —           | —      | —                | —                     | —     | —                                          | 3                                                             | 3      | —                                  |
| 38. хутір отамана Борисенка                                          | —                   | —           | —           | —           | —      | —                | —                     | —     | —                                          | 2                                                             | 2      | —                                  |
| Всього у сотні Першо-Ковалівській                                    | 4                   | 17          | 4           | —           | —      | 333              | 254                   | —     | —                                          | 205                                                           | 792    | 1661                               |

## Опис 2-ї Ковалівської сотні (частковий)
За описом Київського намісництва 1781 року наявні наступні дані про кількість сіл та населення 2-ї Ковалівської сотні. Імовірно, що деякі села і хутори не потрапили до даного опису, оскільки знаходились на території що відійшла до Чернігівського намісництва, на кордоні з якою знаходилась територія сотні:
| Населені пункти 2-ї Ковалівської сотні                      | Дворян і шляхетства | Різночинців | Духовенства | Церковників | Греків | Хат              | Хат                   | Хат   | Хат                                        | Хат                                                           | Всього | Всього                             |
| ----------------------------------------------------------- | ------------------- | ----------- | ----------- | ----------- | ------ | ---------------- | --------------------- | ----- | ------------------------------------------ | ------------------------------------------------------------- | ------ | ---------------------------------- |
| Населені пункти 2-ї Ковалівської сотні                      | Дворян і шляхетства | Різночинців | Духовенства | Церковників | Греків | козаків виборних | козаків підпомічників | міщан | посполитих коронних, в тому числі рангових | посполитих власницьких, різночинських і козацьких підсусідків | хат    | за останньою 1764 року ревізії душ |
| Відійшли до Миргородського повіту (Київського намісництва): |                     |             |             |             |        |                  |                       |       |                                            |                                                               |        |                                    |
| село Романівка                                              | —                   | 1           | 2           | 2           | —      | 56               | 51                    | —     | —                                          | 18                                                            | 125    | —                                  |
| село Загрунівка                                             | —                   | —           | 1           | 2           | —      | 69               | 41                    | —     | —                                          | 10                                                            | 120    | —                                  |
| містечко Бірки                                              | 1                   | 4           | 1           | —           | —      | 230              | 108                   | —     | —                                          | 91                                                            | 429    | —                                  |
| 1. хутір отамана сотенного і попів Кирьянових               | —                   | —           | —           | —           | —      | —                | —                     | —     | —                                          | 5                                                             | 5      | —                                  |
| 2. хутір сотника Кирьянова                                  | —                   | —           | —           | —           | —      | —                | —                     | —     | —                                          | 3                                                             | 3      | —                                  |
| 3. хутір обозного Шостока                                   | —                   | —           | —           | —           | —      | —                | —                     | —     | —                                          | 1                                                             | 1      | —                                  |
| 4. хутір комісара Рощаковського                             | —                   | —           | —           | —           | —      | —                | —                     | —     | —                                          | 10                                                            | 10     | —                                  |
| 5. хутір військового товариша Рощаковського                 | —                   | —           | —           | —           | —      | —                | —                     | —     | —                                          | 10                                                            | 10     | —                                  |
| 6. хутір поручника Арсеньєва                                | —                   | —           | —           | —           | —      | —                | —                     | —     | —                                          | 13                                                            | 13     | —                                  |
| Всього у сотні Друго-Ковалівській                           | 1                   | 5           | 5           | 4           | —      | 355              | 200                   | —     | —                                          | 161                                                           | 716    | 1601                               |